# Josh Dasilva
Pelenda Joshua Tunga Dasilva (ur. 23 października 1998 w Londynie) – angielski piłkarz angolskiego pochodzenia występujący na pozycji pomocnika w angielskim klubie Brentford. Wychowanek Arsenalu. Młodzieżowy reprezentant Anglii.